# Vallières (Aube)
Vallières è un comune francese di 143 abitanti situato nel dipartimento dell'Aube nella regione del Grand Est.

## Società

### Evoluzione demografica
Abitanti censiti